# Jembatan Kembar
Jembatan Kembar is een bestuurslaag in het regentschap West-Lombok van de provincie West-Nusa Tenggara, Indonesië. Jembatan Kembar telt 12.976 inwoners (volkstelling 2010).